# Ostia

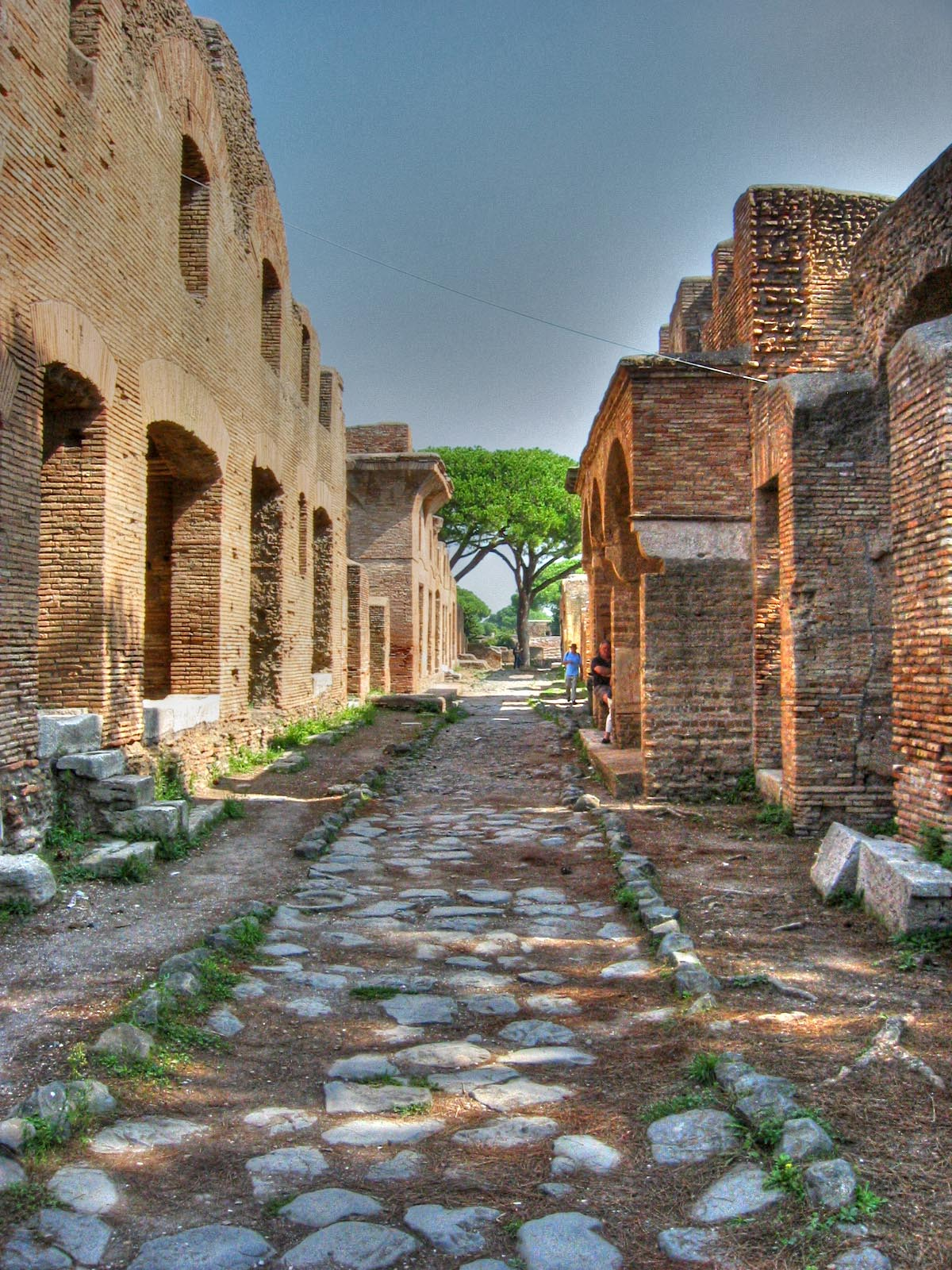
Stradă din Ostia

Ostia (în latină Ostia, iar în italiană Ostia Antica) era un oraș de coastă, port al Romei, situat la vărsarea fluviului Tibru în Marea Tireniană, la 35 de kilometri sud-vest de Roma.
Prin portul antic se importau cerealele, uleiul, vinul, garumul și alte mărfuri provenind din întreaga lume romană, care apoi erau îndrumate până la portul fluvial de la Emporium.
Orașul antic, abandonat la sfârșitul Imperiului Roman, păstrează și astăzi străzi și construcții antice, îndeosebi antrepozite, magazine, sanctuare și imobile de locuit  (insulae), uneori având mai multe etaje. 

## Etimologie
În latină ostium: „intrare”. Se spune că aici prințul troian Enea / Aeneas și-a făcut intrarea pe pământul Italiei, refugiindu-se din Troia în flăcări. Tot aici, este locul în care apele fluviului Tibru își fac intrarea în apele Mării Tireniene.

## Istorie
Potrivit lui Vergilius, la vărsarea Tibrului, pe amplasamentul Ostiei, prințul Eneas, refugiindu-se din Troia incendiată, ar fi debarcat și implantat un fort. Istoricii, însă, consideră că este vorba de o licență poetică, cunoscută chiar și de romani, întrucât Varro îl face pe Eneas să debarce la Lanuvium. A suferit  pagube importante  din cauza migrației popoarelor  și  a declinului economiei romane de la sfârșitul  secolului al III-lea d.Hr.